# Félix Lambrecht

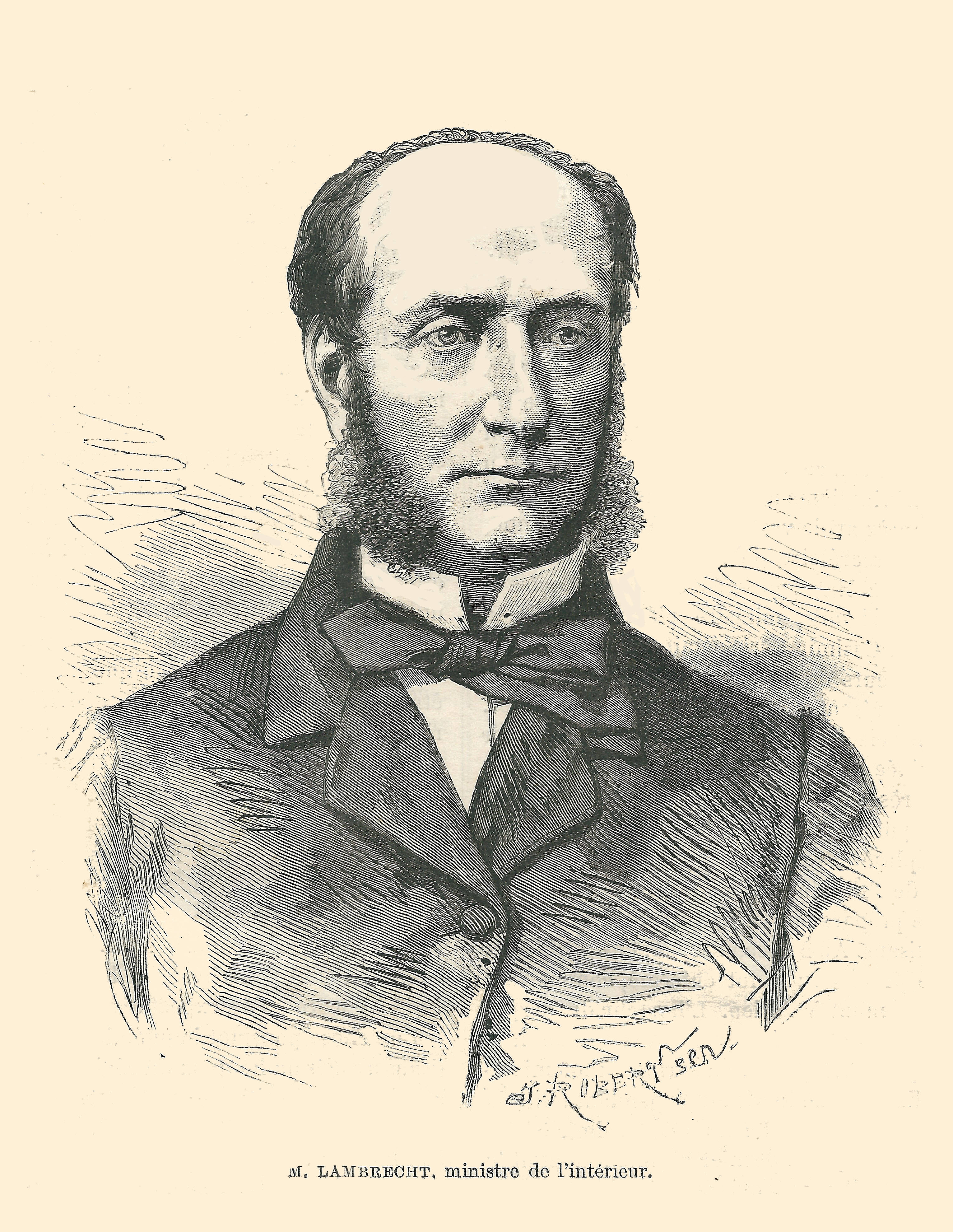
Félix Lambrecht

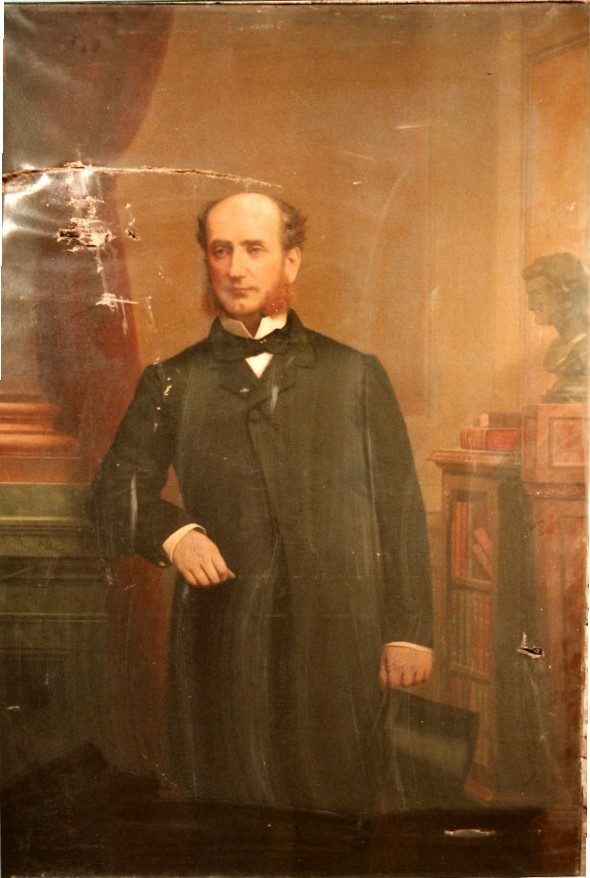
Porträt Félix Lambrecht von Alphonse Carrière

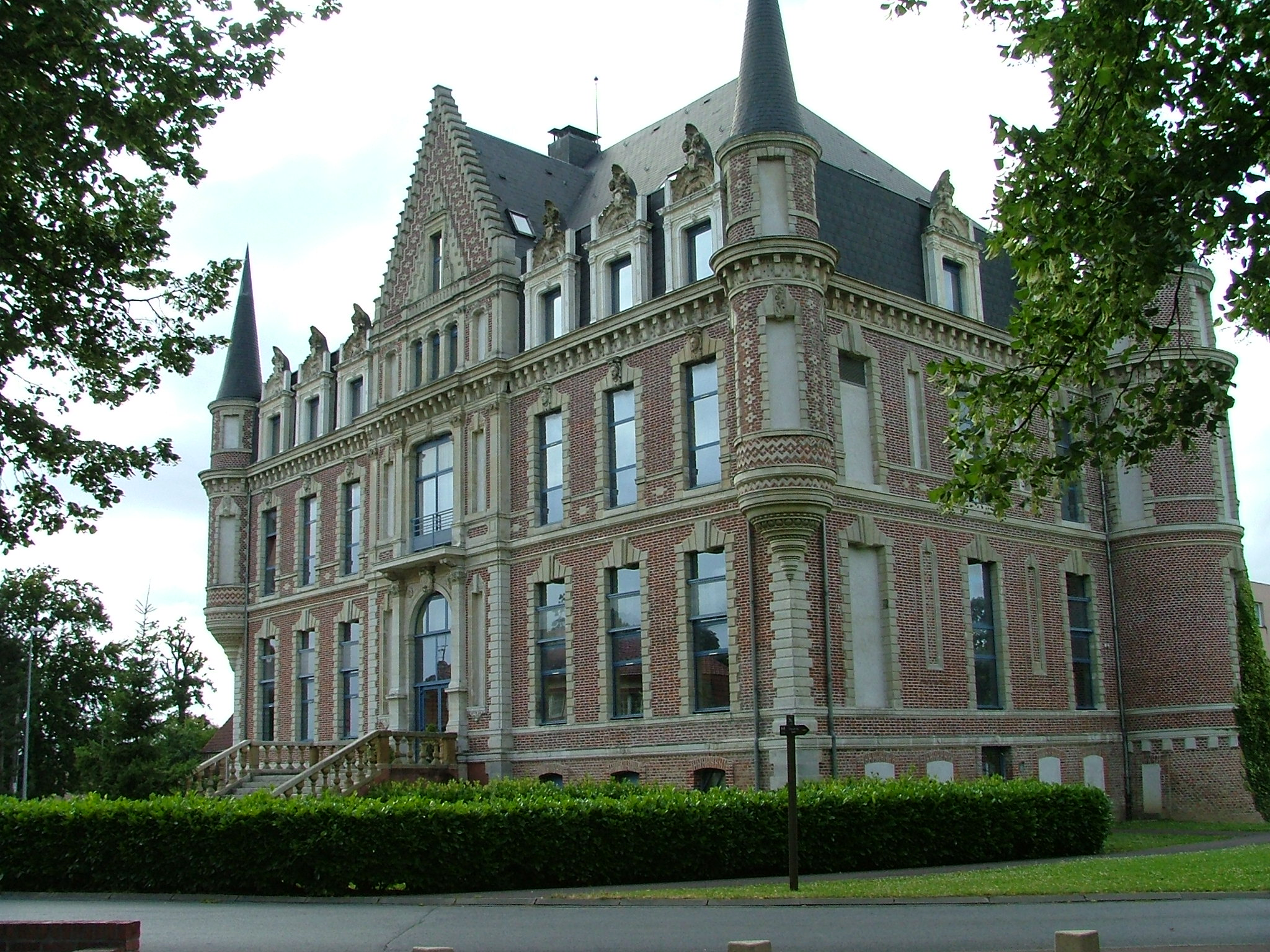
Schloss Lambrecht 2008

Félix Lambrecht (* 4. April 1819 in Douai; † 8. Oktober 1871 in Versailles) war ein französischer Politiker während des Zweiten Kaiserreichs und der Dritten Republik.

## Leben
Lambrecht war Absolvent der École polytechnique und wurde Ingenieur für Brücken- und Straßenbau im Staatsdienst.
Er besuchte Algerien, kämpfte in der Nationalgarde gegen den Aufstand in Paris im Juni 1848 und ging 1850 auf Mission nach Indien. Nach seiner Rückkehr nach Frankreich im Dezember 1851 kümmerte er sich um die industriellen Angelegenheiten und seine Güter in Lallaing, wo er Bürgermeister wurde, und ließ 1853 das Schloss von Montigny-en-Ostrevent errichten.
Als Freund von Adolphe Thiers wurde er 1863 gegen den offiziellen Kandidaten zum Abgeordneten des Départements Nord gewählt. Bei der Wahl 1869 scheitert er und  lehnte darauf die Präfektur des Départements Nord und den Posten des Untergouverneurs von Algerien ab, der ihm vom Ministerium Ollivier angeboten wurde. 1870 wurde er in den Generalrat im Département Nord (gewählt in Marchiennes). Politisch war Lambrecht dem Centre gauche zuzurechnen.
1871 kehrte er als Abgeordneter von Marchiennes in die Nationalversammlung zurück und wurde von Thiers als Minister für Landwirtschaft und Handel im Kabinett Dufaure I in die Regierung berufen. Am 5. Juni 1871 gab er dieses Ressort ab und übernahm das Innenministerium.
Er litt seit drei Jahren an einem Brustleiden und starb im Oktober desselben Jahres.
1853 heiratete er Mathilde-Stéphanie-Victorine des Courtils de Merlemont, Tochter des Grafen von Merlemont, Bürgermeister von Warluis. Beide wurden in der Krypta der Kirche von Gœulzin beigesetzt, zusammen mit ihren beiden Söhnen, die im Kindesalter gestorben waren.